# Otto Falckenberg Schule

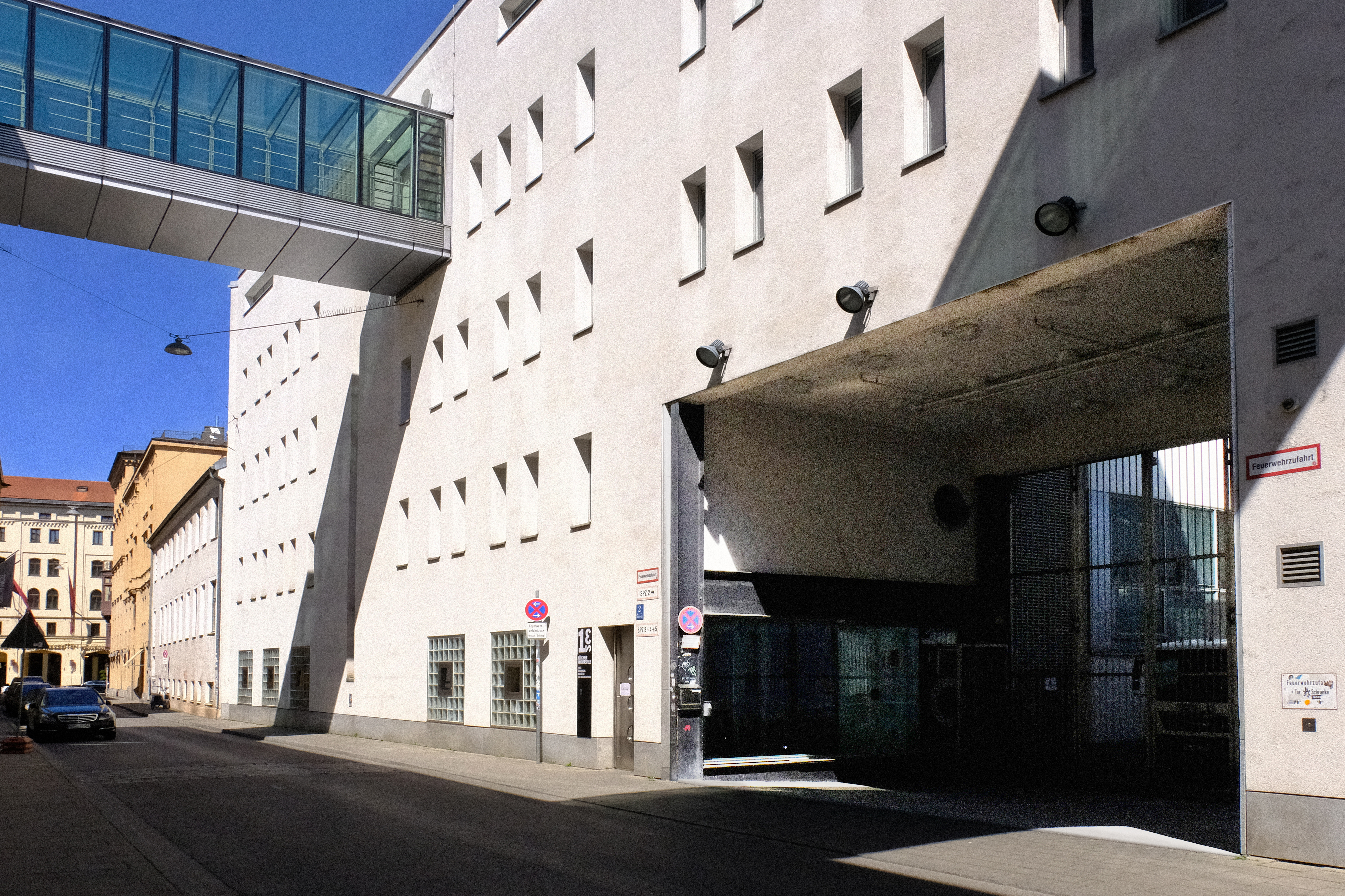
Der Eingangsbereich der Schule in der Falckenbergstraße (2020)

Die Otto Falckenberg Schule – Fachakademie für darstellende Kunst der Landeshauptstadt München (früherer Name: Städtische Schauspielschule) ist eine 1946 gegründete Fachakademie in München, die den Münchner Kammerspielen angegliedert ist.
Seit dem 1. März 1948 ist sie nach dem Regisseur und Theaterleiter Otto Falckenberg benannt. Angeboten werden die Studiengänge Schauspiel und Regie.
Direktor der Schule ist der Regisseur und Dramaturg Malte Jelden, der dort seit 2007 Regie unterrichtet.

## Leitung
- Heinrich Sauer (1917–2002), Schauspieler und Regisseur (1948 bis 1949)
- Gerhard F. Hering (1908–1996), Kritiker, Dramaturg und Regisseur (1949 bis 1951)
- Gerd Brüdern (1920–1968), Schauspieler und Regisseur (1951 bis 1968)
- Peter Paul (1911–1985), Schauspieler (1968 bis 1969)
- Hans-Reinhard Müller (1922–1989), Schauspieler und Regisseur (1969 bis 1972)
- Hellmuth Matiasek (1931–2022), Regisseur (1972 bis 1979)
- Bruno Dallansky (1928–2008), Schauspieler (1979 bis 1. September 1983)
- Peter Kleinschmidt (1940–2020), Dramaturg (1983 bis 1986)
- Bernd Wilms (* 1940), Dramaturg (1986 bis 1991)
- Jörg Hube (1943–2009), Schauspieler, Regisseur und Kabarettist (15. April 1991 bis Sommer 1993)
- Ulrich Heising (1941–2013), Regisseur (Mai 1994 bis 1996)
- Christoph Leimbacher (1945–2022), Regisseur, Dramaturg und Schauspieler (1996 bis 2007)
- Jochen Noch (* 1956), Schauspieler (September 2007 bis Sommer 2024)
- Malte Jelden (* 1971), Regisseur und Dramaturg (seit September 2024)

## Bekannte Dozenten
Ehemalige Lehrende
- Inge Birkmann (1915–2004)
- Thomas Metscher (* 1934)
- André Müller sen. (1925–2021)
- Thomas Dehler (* 1961)
- Thomas Huber (* 1963)
- Felix Klare (* 1978)
- Thomas Loibl (* 1969)
- Wiebke Puls (* 1973)
- Thomas Schmauser (* 1972)
- Hermine von Parish (1907–1998)

Derzeit (2025) unterrichten im Schauspiel unter anderen
- Nora Abdel-Maksoud (* 1983)
- Miguel Abrantes Ostrowski (* 1972)
- Eva Bay (* 1983)
- Mareike Beykirch (* 1986)
- Lisa Bitter (* 1984)
- Robert Giggenbach (* 1954)
- Sapir Heller (* 1989)
- Barbara Horvath (* 1973)
- Malte Jelden (* 1971)
- Katja Jung (* 1968)
- Gro Swantje Kohlhof (* 1994)
- Shenja Lacher (* 1978)
- Thomas Lettow (* 1986)
- Christian Löber (* 1983)
- Nicola Mastroberardino (* 1978)
- Stefan Merki (* 1963)
- Annette Paulmann (* 1964)
- Murali Perumal (* 1978)
- Christiane Pohle (* 1968)
- Lea Ruckpaul (* 1987)
- Stephanie Schönfeld (* 1978)
- Edmund Telgenkämper (* 1968)
- Michael Wächter (* 1986)
- Kassandra Wedel (* 1984)
- Simon Zagermann (* 1981)

Derzeit (2025) lehren in Regie/Theorie unter anderen
- Nora Abdel-Maksoud (* 1983)
- Antigone Akgün (* 1993)
- Tristan Berger (* 1959)
- Sebastian Huber (* 1964)
- Murali Perumal (* 1978)
- Christiane Pohle (* 1968)

## Bekannte Absolventen
A
- Kathrin Ackermann (* 1938)
- Mario Adorf (* 1930)
- Hassan Akkouch (* 1988)
- Bless Amada (* 1997)

B
- Mira Bartuschek (* 1978)
- Monika Baumgartner (* 1951)
- Rolf Becker (* 1935)
- Marc Benjamin (* 1986)
- Tim Bergmann (* 1972)
- Josef Bierbichler (* 1948)
- Katharina Blaschke (* 1956)
- Gerd Böckmann (* 1944)
- Ludwig Boettger (* 1954)
- Oliver Boysen (* 1972)
- Volker Brandt (* 1935)
- Jacques Breuer (1956–2024)
- Pascal Breuer (* 1966)
- Maximilian Brückner (* 1979)
- Vladimir Burlakov (* 1987)
- Johann von Bülow (* 1972)

C
- Nuran David Çalış (* 1976)
- Marcus Calvin (* 1965)
- Edith Clever (* 1940)

D
- Gabriele Dossi (1947–2021)
- Robert Dölle (* 1971)
- Ursula Dirichs (* 1935)
- Ruth Drexel (1930–2009)
- Anna Drexler (* 1990)
- Meike Droste (* 1980)
- Tobias van Dieken (* 1980)

E
- Maren Eggert (* 1974)
- Elinor Eidt (* 1987)
- André Eisermann (* 1967)
- Michael Ende (1929–1995)

F
- Florian Fischer
- Sigurd Fitzek (1928–2022)
- Peter Fricke (* 1939)
- Christian Friedel (* 1979)
- Herbert Fritsch (* 1951)
- Philip Froissant (* 1994)
- Francis Fulton-Smith (* 1966)
- Konstantin Frolov (* 1986)

G
- Reinhard Glemnitz (* 1930)
- Conny Glogger (* 1956)
- Robert Giggenbach (* 1954)
- Christoph Gareisen (* 1962)
- Max von der Groeben (* 1992)

H
- Erich Hallhuber (1951–2003)
- Günther Maria Halmer (* 1943)
- Michael Hampe (1935–2022)
- Dorothee Hartinger (* 1971)
- Jens Harzer (* 1972)
- Thomas Heinze (* 1964)
- Alexander Held (* 1958)
- Elisabeth Hoppe (* 1981)
- Jörg Hube (1943–2009)

I
- Rolf Illig (1925–2005)
- Lorna Ishema (* 1989)

J
- Jens Johler (* 1944)

K
- Tina Keserović (* 1987)
- Pola Kinski (* 1952)
- Dieter Kirchlechner (* 1932)
- Simon Kirsch (* 1985)
- Arnd Klawitter (* 1968)
- Michael König (* 1947)
- Herbert Knaup (* 1956)
- Michael Kranz (* 1983)
- Joachim Król (* 1957)
- Sebastian Koch (* 1962)
- Maike Kühl (* 1976)

L
- Dieter Landuris (* 1961)
- Elke Lang (1952–1998)
- Bekim Latifi (* 1994)
- Silvan-Pierre Leirich (* 1960)
- Michael Lerchenberg (* 1953)
- Christiane Leuchtmann (* 1960)
- Vincent zur Linden (* 1994)
- Sandra Lipp (* 1988)
- Gerhart Lippert (* 1937)
- Katharina Lorenz (* 1978)
- Helmfried von Lüttichau (* 1956)

M
- Michael Maertens (* 1963)
- Michael Maien (* 1945)
- Felix von Manteuffel (* 1945)
- Sunnyi Melles (* 1958)
- Joachim Meyerhoff (* 1967)
- Axel Milberg (* 1956)
- Ersan Mondtag (* 1987)
- Tobias Moretti (* 1959)
- Stefan Murr (* 1976)

N
- Anton Nürnberg (* 1998)
- Barbara Nüsse (* 1943)

O
- Annika Olbrich (* 1985)
- Götz Otto (* 1967)

P
- Verena Plangger (* 1952)

R
- Gabriel Raab (* 1981)
- Nick Romeo Reimann (* 1998)
- Beatrice Richter (* 1948)
- Katja Riemann (* 1963)

S
- Erol Sander (* 1968)
- Otto Sander (1941–2013)
- Merlin Sandmeyer (* 1990)
- Susanne Schäfer (* 1963)
- Sven Schelker (* 1989)
- Roland Schimmelpfennig (* 1967)
- Sebastian Schipper (* 1968)
- Meike Schlüter (* 1971)
- Thomas Schmauser (* 1972)
- Gisela Schneeberger (* 1948)
- Anton „Fatoni“ Schneider (* 1984)
- Sigrid M. Schnückel (* 1966)
- Günter Schoßböck (* 1959)
- Andreas Schröders (* 1967)
- Anna Schudt (* 1974)
- Marc Oliver Schulze (* 1973)
- Anneke Schwabe (* 1978)
- Elisabeth Schwarz (* 1938)
- Lena Schwarz (* 1976)
- Edgar Selge (* 1948)
- Heio von Stetten (* 1960)
- Walter Sittler (* 1952)
- Mark-Alexander Solf (* 1981)
- Regina Speiseder (* im 20. Jahrhundert), Absolventin 2013
- Peter Steiner (1927–2008)
- Florian Stetter (* 1977)
- Werner Stocker (1955–1993)
- Anna Maria Sturm (* 1982)

T
- Dietrich Taube (1932–2021)
- Nicki von Tempelhoff (* 1968)
- Anja Thiemann (* 1986)
- Udo Thomer (1945–2006)
- Moritz von Treuenfels (* 1988)
- Lukas Turtur (* 1984)

U
- Max Urlacher (* 1971)

V
- Diego Valsecchi (* 1982)

W
- Friederike Wagner (* 1962)
- Ina Weisse (* 1968)

## Bekannte Schulabbrecher
- Helmut Fischer (1926–1997), Ausbildung nach kurzer Zeit abgebrochen.
- Margit Saad (1929–2023), Ausbildung nach eineinhalb Jahren abgebrochen.
- Franka Potente (* 1974), Ausbildung nach zwei Jahren abgebrochen.